# Moore und Mittelgebirgslandschaft bei Elterlein
Moore und Mittelgebirgslandschaft bei Elterlein este o arie protejată (arie specială de conservare — SAC, sit de importanță comunitară — SCI) din Germania întinsă pe o suprafață de 407 ha, integral pe uscat.

## Localizare
Centrul sitului Moore und Mittelgebirgslandschaft bei Elterlein este situat la coordonatele 50°34′37″N 12°54′35″E / 50.5769°N 12.9097°E.

## Înființare
Situl Moore und Mittelgebirgslandschaft bei Elterlein a fost declarat sit de importanță comunitară în iunie 2002 pentru a proteja 1 specie de plante și 3 specii de animale. Situl a fost protejat și ca arie specială de conservare în aprilie 2011.

## Biodiversitate
Situată în ecoregiunea continentală, aria protejată conține 12 habitate naturale: Lacuri eutrofice naturale cu vegetație de tip Magnopotamion sau Hydrocharition, Lacuri și iazuri distrofice naturale, Cursuri de apă de la nivel de câmpie la nivel montan, cu vegetație Ranunculion fluitantis și Callitricho-Batrachion, Pajiști uscate europene, Formațiuni ierboase bogate în specii de Nardus, dezvoltate pe substraturi silicioase în zone montane (și în zone submontane, în Europa continentală), Pajiști cu Molinia pe soluri calcaroase, turboase sau argilos-nămoloase (Molinion caeruleae), Liziere de ierburi înalte hidrofile de câmpie și de nivel montan până la alpin, Fânețe montane, Mlaștini turboase de tranziție și turbării mișcătoare, Mlaștini împădurite, Păduri aluvionare cu Alnus glutinosa și Fraxinus excelsior (Alno-Padion, Alnion incanae, Salicion albae), Păduri acidofile de Picea de la nivel montan la nivel alpin (Vaccinio-Piceetea).
La baza desemnării sitului se află mai multe specii protejate:
- plante (1): o specie rară de mușchi (Drepanocladus vernicosus)
- nevertebrate (1): libelule (Leucorrhinia pectoralis)
- pești (2): zglăvoacă (Cottus gobio), cicar (Lampetra planeri)